# Peet Montzingo
Peter "Peet" Montzingo (* 1990) ist ein US-amerikanischer Webvideoproduzent, Musiker und Schriftsteller. Er ist vor allem für seine YouTube- und TikTok-Videos bekannt, in denen er eine Vielzahl von Inhalten erstellt, darunter auch mit und über seine Familie, die kleinwüchsig ist.

## Biografie und Karriere
Nach dem Abschluss seines Filmstudiums an der Central Washington University studierte Montzingo Schauspiel.
Montzingo hat 24 Millionen Follower auf seinen Social-Media-Plattformen, sein YouTube-Kanal wurde von Tubefilter auf Platz 17 der Top 50 Most Viewed U.S. YouTube Channels gewählt. Seine Videos zeigen, wie es ist, ein großer Mensch zu sein, der von einer kleinwüchsigen Mutter aufgezogen wird, neben ernsthaften Videos, die sich mit psychischer Gesundheit und der Faszination für das Übernatürliche befassen, da er früher gegenüber dem Cecil Hotel wohnte, das Schauplatz zahlreicher Todesfälle und Gewalttaten war. Er nimmt auch seine Erfahrungen auf und teilt sie auf TikTok.
Im Jahr 2019 tourte er als Künstler mit der Band 5WEST durch Südafrika und Europa. Im Herbst 2019 absolvierten sie ihre erste Arena-Tournee als Vorgruppe von Boyzone.
Im Jahr 2022 war Montzingo Co-Autor eines Bilderbuchs mit dem Titel Little Imperfections: A Tall Tale of Growing Up Different, zusammen mit Rockwell Sands. Das Buch behandelt das Thema des Andersseins und wird aus der Perspektive von Montzingo selbst erzählt.
Im Dezember 2023 berichtete RTL und im Januar 2025 die Infotainment-Sendung Galileo bei ProSieben über ihn.